# R.J.レイノルズ・タバコ・カンパニー
R.J.レイノルズ・タバコ・カンパニー（R. J. Reynolds Tobacco Company、略称：RJR）はアメリカ合衆国ノースカロライナ州ウィンストン・セーラムに本社を置くタバコの製造・販売を行なう企業である。
1875年にR・J・レイノルズによって設立された。アメリカ合衆国では、アルトリア（フィリップ・モリス）に次ぐ第2位のたばこメーカーである。2004年にブリティッシュ・アメリカン・タバコ(BAT)により買収され、現在ではBAT社が42%を保有する子会社のレイノルズ・アメリカンの子会社となっている。
RJRが保有するたばこのブランドには、キャメル、ニューポート、ドラール、イクリプス、ケント、ポールモールなどがある。

## 歴史

### 初期

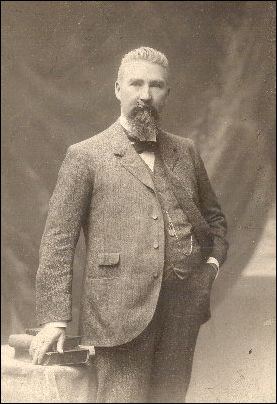
創業者のR・J・レイノルズ

R・J・レイノルズは、バージニア州パトリック郡でタバコ農場を経営する父の元で生まれ、幼い頃から父の農場を手伝っていた。1874年、家業の農場の自分の持ち分を父親に売り、自分でたばこメーカーを立ち上げることにした。たばこの出荷のために鉄道が必要と考えたが、実家のあるパトリック郡には鉄道がなかったため、最も近くの鉄道駅があるノースカロライナ州フォーサイス郡ウィンストンに移った。現在は「ウィンストン・セーラム」として1つの都市になっているが、当時はウィンストンとセーラムは別の街だった。1895年、モラヴィア兄弟団が保有する建物を購入して最初の工場とし、季節労働者を雇った。最初の年に15万ポンド（約68トン）のたばこを生産し、1890年代には年間数百万ポンドに達した。R・J・レイノルズは、蒸気機関や電灯などの新技術を取り入れた、当時のウィンストン・セーラムで最も大きな建物となる新しい工場を建てた。この工場の建物は、現存するRJR社最古の建物であり、1990年にフォーサイス郡に売却された。
1888年、R・J・レイノルズは、大学在学中から自社で働いていた弟のウィリアム・ニール・レイノルズ（ウィル）、会社の簿記係のヘンリー・ローンとともに正式なパートナーシップ契約を結んだ。R・J・レイノルズが社長を務めて75%の持ち分を保有し、残りの持ち分をウィルとローンが半分ずつ保有した。1890年2月11日、R・J・レイノルズ・タバコ・カンパニー(RJR)がノースカロライナ州法に基づいて会社として登記された。

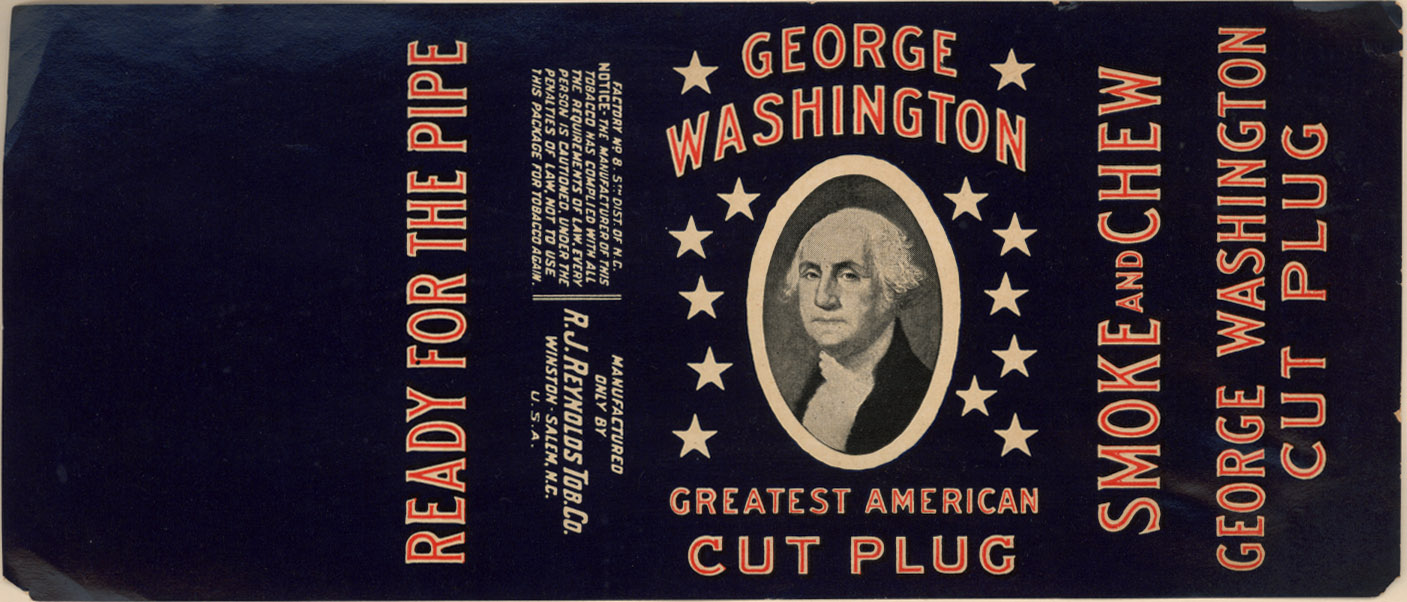
RJR社の初期のたばこのブランド「ジョージ・ワシントン」のパッケージ（1910年頃）

1900年代初頭に、RJR社はウィンストン・セーラム市内にある競合企業のほぼ全てを買収した。RJR社はアメリカの噛みタバコの25%を生産した。1907年に発売されたパイプたばこ「プリンス・アルバート」は、同社を代表する商品となり、ニューヨークのユニオンスクエアでの広告が注目を集めた。
1913年、RJR社は、紙巻きたばこを箱に入れて売るという画期的な方法を生み出した。紙巻きたばこを吸う人の大半はタバコ葉を自分で紙で巻くことを好んでおり、既に巻かれた状態のものを売っても需要はないと考えられていた。レイノルズは、過去の製品よりも良い味のたばこを開発し、トルコ製の紙で巻いたことから「キャメル」という名前で売り出した。「キャメル」は競合他社よりも安い値段で売られ、年間で4億2500箱売れた。「キャメル」はアメリカで最も人気のあるたばこになった。RJR社が「キャメル」の製造のためにトルコ産のタバコ葉とフランス製の巻紙を大量に輸入したため、ウィンストン・セーラムは海から200マイル (320 km)離れた内陸にあるにもかかわらず、連邦政府から通関手続地に指定された。1916年時点で、ウィンストン・セーラムはアメリカで8番目に大きい通関手続地だった。
1917年、R・J・レイノルズはウィンストン・セーラム郊外に1,000-エーカー (4 km2)の土地を購入して邸宅を建て、敷地内に「レイノルズタウン」と呼ばれるRJR社従業員のための村を作った。レイノルズタウンには180戸の家を建て、希望する従業員に原価で販売した。レイノルズタウンには郵便局、学校、教会などもあった。レイノルズの妻のキャサリンは、自宅で労働者のための夜間学校を開設した。
R・J・レイノルズは1918年に膵癌で死去した。その時点で、RJR社はウィンストン・セーラムに121棟のビルを保有していた。RJR社の取締役会はR・J・レイノルズに敬意を表して、役員室のR・J・レイノルズの肖像画の横に41年にわたって後継の社長の肖像画を掲げることはなかった。社長はR・J・レイノルズの弟のウィリアムが継ぎ、その6年後にボーマン・グレイがCEOとなった。その時点で、RJR社はノースカロライナ州で最高額の納税者となり、同州の所得税の2.5ドルにつき1ドルはRJR社が納税したものだった。また、ノースカロライナ州で製造されるたばこの3分の2を製造していた。
RJR社が成功したことで、同社から多くの仕事を請負ったウィンストン・セーラムの他の企業も大きく成長した。同社のメインバンクだったワコビア銀行はアメリカ南東部で最大の銀行の一つとなり、同社の顧問弁護士を務めたウォンブル＝カーリー＝サンドブリッジ＝ライス法律事務所はノースカロライナ州最大の法律事務所になった。
RJR社は、1962年にハワイアンパンチのメーカーのパシフィック・ハワイアン・プロダクツを、1969年にマルコム・マクレーンが保有する海運業者シーランドを、1979年にデルモンテ・フーズを買収した。シーランドは1984年に売却された。たばこ以外の分野にも手を広げたことから、1970年に社名をR・J・レイノルズ・インダストリーズ(R.J. Reynolds Industries, Inc.)に変更し、たばこ製造部門を子会社のR・J・レイノルズ・タバコとして分割した。

### RJRナビスコ
1985年、RJR社はナビスコブランズと合併し、1986年8月にRJRナビスコに社名を変更した。
1987年1月に元ナビスコブランズ社長のF・ロス・ジョンソンがRJRナビスコの社長に就任したが、同年10月の株式市場の暴落（ブラックマンデー）を受けて、ジョンソンは会社を手放すことにした。ジョンソンは経営陣主導のレバレッジド・バイアウト(LBO)で会社を売却するつもりだったが、複数の金融機関が介入して入札合戦に発展した。最終的に、プライベート・エクイティのコールバーグ・クラビス・ロバーツ(KKR)が買収した。この買収の顛末は、ブライアン・バーロウとジョン・ヘルヤーによるドキュメンタリー『野蛮な来訪者―RJRナビスコの陥落』(Barbarians at the Gate: The Fall of RJR Nabisco)としてまとめられ、さらにHBOによりテレビ映画化（日本語訳題『企業買収/250億ドルの賭け』）された。ジョンソンは、ゴールデンパラシュート契約により約6千万ドルを報酬として受け取った。

### 最近の歴史

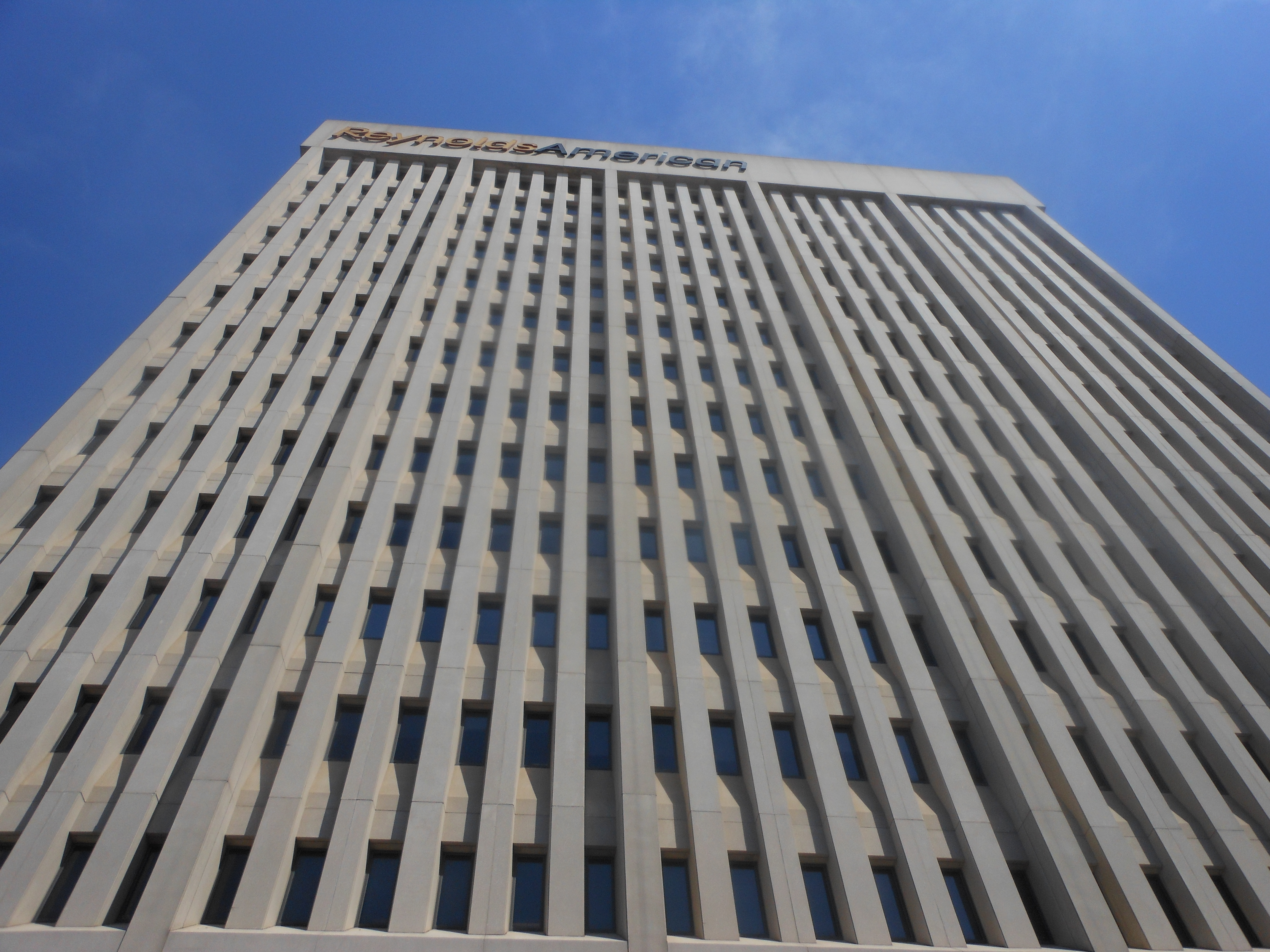
ウィンストン・セーラムにあるレイノルズ・アメリカンのビル

1994年、RJRタバコの当時のCEOのジェームズ・ジョンストンは連邦議会で証言し、「ニコチンに依存性があるとは考えていない」と述べた。1998年、RJR社を含むアメリカのたばこメーカー各社は全米46州と「たばこ基本和解合意」(Tobacco Master Settlement Agreement, MSA)を結び、たばこメーカーが喫煙による医療費の支払いやたばこの広告を制限する見返りとして、各州はたばこメーカーを訴訟から保護することで合意した。
1999年、RJRナビスコはR・J・レイノルズ・タバコを分社化し、同年6月15日、R・J・レイノルズ・タバコ・ホールディングス(R.J. Reynolds Tobacco Holdings, Inc.)として上場した。同年、RJR社はアメリカ国外の事業を日本たばこ産業(JT)に売却し、JTはこれを、国際事業を行うJTインターナショナル(JTI)に統合した。
2004年7月30日、RJR社は、ブリティッシュ・アメリカン・タバコ(BAT)の子会社で、アメリカ国内の事業を行っていたブラウン・アンド・ウィリアムソン(B&W)と合併し、親会社としてレイノルズ・アメリカン(Reynolds American Inc.)を設立した。

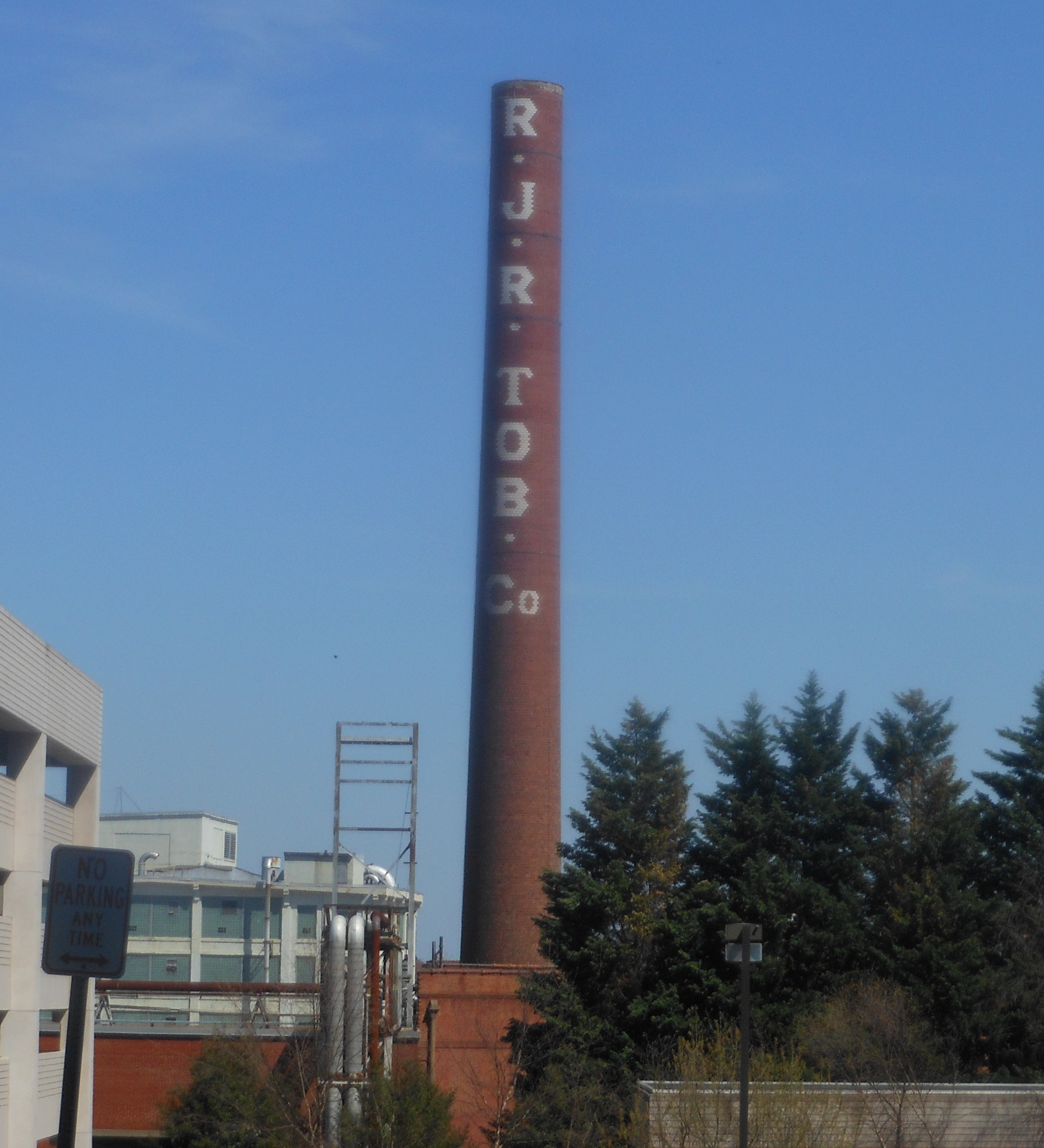
ウィンストン・セーラムにあるRJR社の旧工場（2014年撮影）。2010年、生産拠点はノースカロライナ州タバコビルに移転し、この工場は閉鎖された。

2010年、レイノルズ・アメリカンは、ウィンストン・セーラムとプエルトリコの工場を閉鎖すると発表した。生産拠点はノースカロライナ州タバコビルの工場に移された。
2014年7月15日、レイノルズ・アメリカンはロリラード・タバコ・カンパニーを274億ドルで買収した。この際に、クール、ウィンストン、セーラムのブランドが71億ドルでインペリアル・ブランズに売却された。
2017年1月、レイノルズ・アメリカンは494億ドルでブリティッシュ・アメリカン・タバコに買収される取引に合意した。この取引は2017年7月25日に完了した。

## マーケティング、スポンサー
1987年から1990年まで、F1のチーム・ロータスのスポンサーを「キャメル」のブランドで務めた。
1982 FIFAワールドカップのスポンサーを「ウィンストン」のブランドで、1986 FIFAワールドカップのスポンサーを「キャメル」のブランドで務めた。
2005年末、RJR社はシカゴのウィッカーパーク地区に、軽食やアルコールとともに高級たばこを提供するマーシャル・マクジャーティ・ラウンジをオープンさせた。これは、同社の高級たばこ「スーパープレミアム」を宣伝するとともに、2006年にシカゴで施行される飲食店での喫煙禁止に対抗するマーケティング戦略の一環だった。その後、イリノイ州で屋内での喫煙が禁止されたため、このラウンジは閉鎖された。RJR社は2007年夏にウィンストン・セーラムに同様のラウンジをオープンさせる予定だったが、州や自治体による喫煙規制を理由に断念した。

### ジョー・キャメル
1987年、RJR社は「キャメル」の宣伝のためのキャラクター、ジョー・キャメルを復活させた。ジョー・キャメルは、サングラスをかけてたばこを吸うラクダの擬人化キャラクターである。ジョー・キャメルの復活は、未成年者に対したばこへの興味を持たせ、喫煙を誘発すると批判された。RJR社は、このキャラクターは大人の喫煙者へのアピールのためのものであると主張した。
アメリカ医師会による医学雑誌『ジャーナル・オブ・ジ・アメリカン・メディカル・アソシエーション』(JAMA)に掲載された、5・6歳の子供を対象にして行われた1991年の調査で、ミッキーマウスやフレッド・フリントストーンを認識できる子供よりも、ジョー・キャメルを認識できる子供の方が多いことが示され、RJR社が「大人に向けたアピール」と主張しているのに対し、実際には子供に向けたアピールになっていると批判された。

## たばこの有害性の認識
1953年2月2日、RJR社に所属する化学者で役員のクロード・ティーグ(Claude Teague)は、RJR社幹部に対し「癌研究に関する調査」という内部文書を提示した。この中でティーグは、たばこが肺癌の主要な要因であり、臨床データによりその裏付けが取れていること、動物実験によりたばこの発癌物質の存在が示されていることを述べた。

## ブランド
RJR社が保有するたばこのブランドには、ニューポート(Newport)、キャメル(Camel)、ドラール(Doral)、イクリプス(Eclipse)、ケント(Kent)、ポールモール(Pall Mall)がある。カプリ(Capri)、カールトン(Carlton)、GPC、ラッキーストライク(Lucky Strike)、ミスティ(Misty)、モナーク(Monarch)、モア(More)、ナウ(Now)、オールドゴールド(Old Gold)、タレイトン(Tareyton)、バンテージ(Vantage)、バイスロイ(Viceroy)は、製造は続けているが、あまり宣伝はしていない。バークレー(Barclay)、ビライア(Belair)、リアル(Real)は廃止になった。

## 施設

### ダウンタウン

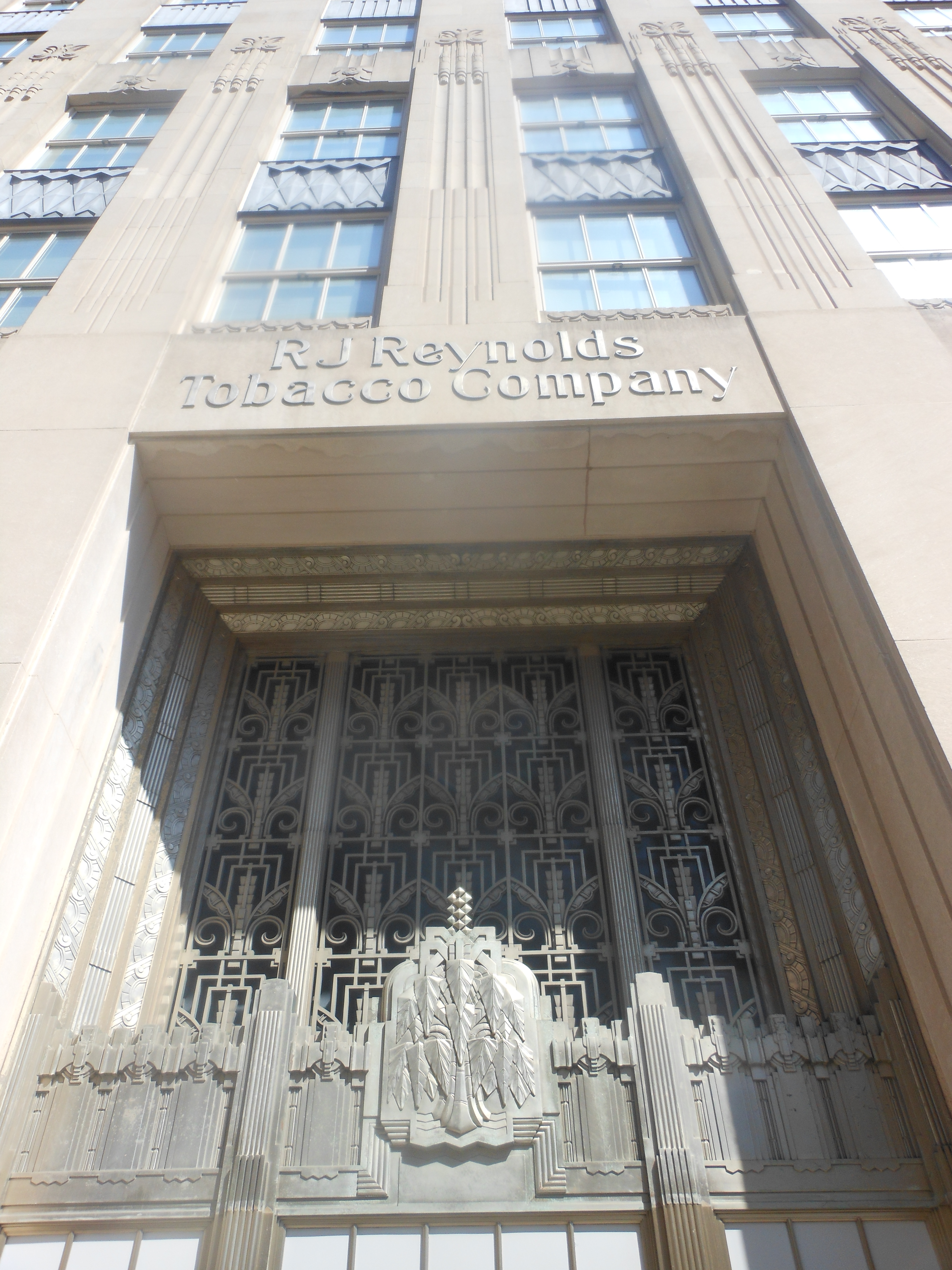
ウィンストン・セーラムにあるレイノルズ・ビルの入口（2014年撮影）

1892年、R・J・レイノルズは、「リトル・レッド・ファクトリー」(Little Red Factory)と呼ばれた最初の工場を設置した。1911年から1925年にかけて、この場所に「256-1号館」(Building 256-1)と呼ばれる赤レンガの建物が建てられたが、その際に「リトル・レッド・ファクトリー」が壊されたのか、256-1号館の一部になったのかは不明である。この建物は、一帯をピードモント・トライアド・リサーチ・パークとして再開発する際に発生した、ウィンストン・セーラムにおける史上最大の火災により焼失した。
1916年、40万平方フィートの第64工場と呼ばれる5棟の建物のうちの最初の建物が建てられた。第64工場は、RJR社の現存する建物の中では最古のものであり、2014年にアパートとして再開発された。
ウィンストン・セーラムのダウンタウン地区で最後にたばこ製造に使われた建物は、1916年に竣工した12号館で、1990年に使用を中止した後にフォーサイス郡に売却された。この建物は、改修されて1999年から郡役所として使用されている。

### 本社ビル
RJR社の本社は、50年間にわたりウィンストン・セーラムのレイノルズ・ビルに置かれていた。これは1929年に竣工した21階建てのビルで、後にエンパイア・ステート・ビルディングを手掛けたシュリーブ・ラム・アンド・ハーモンが設計した。
1977年、RJR社は4千万ドルをかけて51万9千平方フィートの世界本社ビル(World Headquarters Building)を建て、同年9月に本社を移転した。
現在の本社ビルである16階建てのRJRプラザビルは、レイノルズ・ビルに隣接して1982年に建てられた。世界本社ビルは、1987年1月にウェイクフォレスト大学に寄贈された。
1929年に建てられたレイノルズ・ビルは、2009年まで会社の事務所として使用された。レイノルズ・ビルはその後、使用されないまま放置されていたが、2014年に新しいオーナーによってホテルに改装された。

### その他の施設
ウィンストン・セーラム近郊のノースカロライナ州タバコビルにあるタバコビル工場は、1986年に建設されたRJR社最大となる200万平方フィート（19ヘクタール）の工場である。
2004年のブラウン・アンド・ウィリアムソン(B&W)との合併により、1974年に建設されたジョージア州メイコンの140万平方フィート（13ヘクタール）の工場を手に入れたが、2006年に廃止された。
プエルトリコにあった工場は2010年に廃止された。この工場では6800人が雇用されていた。

## 世界展開
現在はアメリカ以外での製造・販売はすべて日本たばこ産業(JT)の子会社のJTインターナショナル(JTI)が行っている。1999年に日本での事業を三菱商事の子会社、レイノルズ・エムシータバコ（MCとは三菱商事の英語略称Mitsubishi Corporation）として営業開始し、2005年にはエムシータバコとしての日本での事業や営業を撤退し、JTに譲渡。2003年にはJTIと資本・業務提携をした。

### 日本
日本国内で販売された製品にはウィンストン、キャメル、セーラム、ピアニッシモ、プレミア、バンテージ、アイランド、イヴ・サンローラン、モア等がある。

#### 提供番組
いずれも過去のもの。
- 日本テレビ系列
  - 水曜グランドロマン[35]
  - 新スパイ大作戦[36]
  - NNNきょうの出来事 - 同業のJT、PM、B&Wも提供[37]。
  - SPORTS MAX[37]
- テレビ朝日系列
  - 火曜スーパーワイド - 1990年3月まで[35]。
- TBS系列
  - 筑紫哲也NEWS23[36]
- フジテレビ系列
  - プロ野球ニュース[37]
  - ニュースJAPAN[37]